# Leaf,key掲示板
leaf,key掲示板（リーフキーけいじばん）は、匿名掲示板・2ちゃんねるの外郭掲示板であるPINKちゃんねるに属する掲示板の一つである。通称葉鍵板（はかぎいた）と呼ばれる。
主にLeaf、Keyの作ったゲームについて語られるが、それらの会社のスタッフがかつて作ったゲーム、または、かつてそれらの会社に勤めていたスタッフについての話題も許容される傾向にある。

## 設置の経緯
Leaf,keyに関する話題はゲーム板で扱われていたが、1999年12月19日に立てられた、Leafの『痕』の話題を扱う「きずあと」スレッドの22番目の投稿により「できすぎ」盗作疑惑が発生（「竹林明秀」の項を参照）。その話題でゲーム板は分裂に追い込まれ、『痕』の話題は新設の「エロゲー板」に移された。この時、痕スレではゲーム板最高レス(1496)を記録している。
しかし、その後も疑惑に対する批判を主題とするスレッド乱立や、無関係なスレッド上での議論が頻繁に起こり、2000年1月19日にエロゲー板自治スレッドから批判要望板に「Leaf、Keyは別の板にしてはどうか」という提案がなされた。なお、『痕』騒動とは無関係のKeyが併せて対象とされたのは、エロゲー板で他社製品との比較論争が頻繁に起こっていたためである。7日間の運営側との議論の後、2000年1月26日に葉鍵板が設置された。その経緯から、過去には蔑称として「隔離板の隔離板」と呼ばれていたが、板の分割自体が珍しい事態ではなくなり、そう呼ばれることはほとんどなくなった。

## 設置後の歴史

### 2000年
- 1月26日 - 葉鍵板創設。この時は、jbbs.netドメインにあった。
- 6月23日 - mentaiサーバへ移転。2ch.netドメインに編入される。
- 9月13日 - デフォルト名無し名称が「名無しさんだよもん」になる。
- 10月16日 - cheeseサーバに移転。

### 2001年
- 1月28日 - ロゴができる。基本的に同じデザインで使われ続ける。
- 2月9日 - Leafより『誰彼〜たそがれ〜』発売。衝撃的な内容に、板が荒れる。
- 2月10日 - セガの「セガガガ」の影響を受けて「リーフフフ」スレが立つ。翌2月11日にはリーフフフ製作委員会スレが立ち、業界もののゲーム製作が検討される。
- 2月14日 - 2・14事件。「リーフフフ」の参考資料としてあくまで善意で、「552.txt」というファイル名のLeaf社員のプライベートな掲示板のログとされる文書（ファイル名から通称「552文書」と呼ばれる）が、ネット上にアップされた。その内容があまりに衝撃的であったため、葉鍵板が飛んだ。
- 3月1日 - Leaf公式サイトに『痕』盗作疑惑に対する謝罪文が掲載される。盗作論争終結。（もうひとつの終戦記念日）
- 3月20日 - 『バトル・ロワイアル』の影響を受けて葉鍵ロワイアルスレが立つ。後にリレー形式の小説を投稿するスレッドとなり大量の物語群が生み出され、終了後も熱心なファンによってログ保存、紙媒体化が行われた。[1]
- 4月2日 - 青紫考察批判スレッドが立てられる。
- 4月10日 - がん解析プロジェクト（UD）スレッドが立つ。2007年4月27日の終了まで、Team 2ch内で上位を維持する成果を上げた。
- 6月29日 - 日本橋のソフマップ2号店のセールで『誰彼』が100円だと書き込まれる。真偽不明のまま「誰彼百円」「百円ライター」として伝説となる。
- 8月15日 - Leaf公式掲示板に青紫を揶揄するアナグラムが投稿される。突然Leaf公式掲示板が閉鎖される。終戦記念日。
- 8月26日 - 強制IDになる。
- 8月27日 - 2ちゃんねる転送量の増加により、葉鍵板も一時閉鎖される。特例としてエロゲー板、及びエロゲネタ&業界板に避難スレッドが立てられた他、したらば等に避難所ができた。
- 9月9日 - 葉鍵板復活。
- 9月19日 - 青紫考察批判スレッドで「超先生」の呼び名が誕生する。
- 10月11日 - 深夜、gameサーバに移転。
- 10月14日 - 「葉鍵板最萌トーナメント」のスレが立つ。当初は単発発言スレだったが後に一大イベントとなる。葉鍵各作品のファンが陣営を形成し総力戦の様相をみせる一方、ファン間の対立も起きた。この企画は飛び火して、様々な「トーナメント」が催されている。
- 12月15日 - 「新・葉鍵板でエロゲー作らない?」スレッドで活動していた固定ハンドルの一人が死亡。スレ住人が葬儀に参列するも、非常識な行動から大きな非難を受ける。
- 12月29日 - wow.bbspinkサーバに移転。これにより、サーバもPINKちゃんねるとなる。

### 2002年
- 1月17日 - 三国志・戦国板に長森瑞佳スレッドが誤爆で立てられる[2]。
- 2月25日 - 「葉鍵板最萌トーナメント」が決勝トーナメントへ突入。

決勝へエントリーしたキャラは神岸あかり、来栖川綾香、セリオ（3名とも『To Heart』）、柏木千鶴（『痕））、川名みさき（『ONE 〜輝く季節へ〜』）、倉田佐祐理、水瀬秋子（2名とも『Kanon』）、緒方理奈（『WHITE ALBUM』）の8名。
- 3月9日 - 「葉鍵板最萌トーナメント」決勝。

倉田佐祐理と柏木千鶴の試合の末、柏木千鶴が優勝。葉鍵頂上決戦とも言われる。なお、この日の書き込み数（12,998レス）は、2008年4月2日のkeyの新作『Rewrite』発表関連によるレス数（13,611レス）に抜かれるまで最多であった（後述の2007年末の騒動時を除く）。
- 3月11日 - 久弥直樹のスレッド「お〜い、誰か久弥の行方を知らんか?」が立つ。投げやりな既出レスが繰り返される謎のスレッドである。これを「久弥スパイラル」と呼ぶ。
- 4月17日 - 葉鍵板が、ちゃんねる全板人気トーナメント予選15組に出場。「最萌トーナメント」由来のカーレースなどが行われる。
- 4月 - 「タイム」誌アジア版の「アジアのヒーロー（2002 ASIAN HEROES）」のウェブサイト上での投票で、葉鍵キャラやエロゲー関係者が一時得票数上位を独占する。
- 6月20日 - 2ちゃんねる全板人気トーナメントの対少女漫画板戦において、共同企画、23時間葉鍵TV、超先生マラソンなどが行われる。
- 9月1日 - 2ちゃんねるAA人気トーナメント開催。「久弥直樹」「超先生」「マルチ」「323モナー（みつみ美里が作成した顔文字をベースにしたAA）」「観鈴モナー」がエントリーされた。超先生がベスト16進出。
- 9月9日 - 超先生の次回作の値段→スレッドに後に「リアル超先生」と呼ばれるAAが投稿される。元ネタはプレイステーション版『To Heart』の攻略本に掲載された写真である。

### 2003年
- 1月31日 - 当時Keyと同じビジュアルアーツ傘下だったスタジオメビウス発売の『SNOW』のスタッフロールに「あおむらさき」[注釈 1]の名前があり騒ぎとなる。
- 11月27日 - 竹林明秀が11月23日に交通事故で死去していたことが判明し、追悼スレが立つ。11月30日までにロゴ・背景が期間限定で追悼バージョンへと変更される。竹林の友人であり、元Leafスタッフでもある髙橋龍也が所属するプレイムのHPに掲載された追悼コメントの中で、それまで公式には同一人物とアナウンスされていなかったペンネーム"青村早紀"と竹林明秀が同一人物であることや、既に退社していたことが判明した。その後、過去の作品に対し再評価の動きが出る。

### 2004年
- 4月12日 - pie.bbspinkサーバに移転。
- 9月23日 - 1000レスに達すると自動的に書き込まれる1001番目のレスが、葉鍵板独自の「超先生」に変更される。

### 2005年
- 4月1日 - 2ちゃんねる全体のエイプリルフールネタの一環として、一時的に年号表示が『正歴』に変更された。元ネタは『AIR』。
- 4月13日 - 第2回2ちゃんねる全板人気トーナメント二次予選で謎邪夢が作成される。
- 5月13日 - 第2回2ちゃんねる全板人気トーナメントエキシビジョンとして馬鹿板決定戦が行われる。
- 11月26日 - 「第二回葉鍵板最萌トーナメント」の予選開始。
- 12月6日 - 『ToHeart2 XRATED』の発売3日前にゲームを購入した人間があらわれ、すべての画像が流出する事態が発生。
- 12月11日 - 葉鍵板ユーザーのゲームデータ解析により『ToHeart2 XRATED』、『鎖』、『Tears to Tiara』、『アルルゥとあそぼ!!』の4作に、GPL違反疑惑が持ち上がる。XviDのデコーダを組み込まれていることが判明し、フリーソフトウェア財団にメールを送る者も現れた。翌12月12日にLeaf側から、XviD再生ライブラリの無断使用に対する謝罪とソースコード公開告知が Leaf公式ホームページに掲載された→ウィキニュース。
- 12月17日 - ｢第二回葉鍵板最萌トーナメント｣、本選開始

### 2006年
- 9月14日 - 「第二回葉鍵板最萌トーナメント」が決勝トーナメントへ突入。

決勝へエントリーしたキャラは、長谷部彩（『こみっくパーティー』）、小牧愛佳（『ToHeart2』）、長森瑞佳、上月澪（2名とも『ONE 〜輝く季節へ〜』）、月宮あゆ、川澄舞（2名とも『Kanon』）、神尾観鈴（『AIR』）、仁科りえ（『CLANNAD』）の8名。
- 9月23日 - 「第二回葉鍵板最萌トーナメント」決勝。神尾観鈴と小牧愛佳の試合の末、小牧愛佳が優勝。

### 2007年
- 4月27日 - UDプロジェクト終了。終了後はBOINCへ移行。
- 12月26日 - BBSPINKの規制解除に乗じた荒らしにより、577,025レスという膨大な書き込みで全スレッドがdat落ち。29日に規制が復活するまでこの状態が続く。

### 2008年
- 1月28日 - set.bbspink.comサーバへ移転。
- 4月1日 - Keyより『Rewrite』の製作が発表される。シナリオに田中ロミオ、竜騎士07という外部のライターを起用することで話題を呼ぶ。この日がエイプリルフールということ、またエロゲー業界ではこの日に合わせて冗談企画を発表することが多いため、同様のネタ企画かと思われたが、4月2日に製作が公式発表[3]されたことで板への書き込みが激増し、葉鍵板史上最高レス数（13,611レス）となった（2007年末の騒動を除く）。

### 2010年
- 1月26日 - 葉鍵板設立10周年記念日。この日より、「第三回葉鍵板最萌トーナメント」予選開始。
- 2月14日 - 「第三回葉鍵板最萌トーナメント」本戦開始。
- 11月17日 - 「第三回葉鍵板最萌トーナメント」が決勝トーナメントに突入。

決勝トーナメント進出キャラは、伊吹風子『CLANNAD』、アルルゥ『うたわれるもの』、天野美汐『Kanon』、緒方理奈『WHITE ALBUM』、マルチ『To Heart』、ほしのゆめみ『planetarian 〜ちいさなほしのゆめ〜』、川名みさき、里村茜(いずれも『ONE 〜輝く季節へ〜』)　の8名
- 11月27日 - 「第三回葉鍵板最萌トーナメント」決勝。アルルゥと川名みさきの試合の末、川名みさきが優勝した。

### 2011年
- 2月23日 - pele.bbspink.comサーバーに移転[4]
- 6月1日 - 長寿スレの一つ日報スレのコテ、日報代理が引退を表明。第11スレの2002年10月19日から第65スレまで、55スレに渡って活躍した。

### 2015年
- 2月2日 - nasu.bbspink.comサーバーに移転

### 2016年
- 3月24日 - mercury.bbspink.comサーバーに移転

## デフォルト名無し名称
名無しさんだよもん
『ONE 〜輝く季節へ〜』のメインヒロイン長森瑞佳の口癖「〜だよ」「〜もん」に由来。

## 1001表示
```
　 　 　 　 　 　∧＿∧
　　 　 　 　 ＜　｀ш´＞
　　　　 　 ＿φ＿__⊂)_　　 　 以上、このスレッドは私が執筆した。
　　　　 ／旦／三／ ／|　　　 新しい新スレにも期待してくれたまえ。
　 　 　 l￣￣￣￣￣l　 |
　 　 　 | 超1000res |／
```

## 他板への影響
- アーケード板、家庭用ゲーム板（当時）、PCゲーム板、エロゲー板は、痕盗作疑惑時にゲーム板からそれぞれ派生して誕生した板である。
- 電波・お花畑板の名無しの名前である「名無しちゃん…電波届いた?」は、『雫』のヒロイン月島瑠璃子のセリフから取られている。
- 投票所板は葉鍵板最萌トーナメントを下敷きにした、2ちゃんねる全板トーナメントがきっかけで誕生した板である。
- 三国志・戦国板に長森瑞佳のキャラスレが誤爆で立ったことがあるが[2]、あまりの違和感や実際に長森城が岐阜県に存在していたこともあって、かえって三戦板住人に好感を持って受け入れられ、長森城の瑞佳姫（風雲！長森城）というネタスレとなった（1000レスまで到達したが、次スレは立てなかった）。この時の交流が、後の全板トーナメントでの両板の共闘につながった。
- UNIX板には、レスの文末に「だよもん」を付ける雑談スレッドがある。スレッドタイトルのナンバリング方法として「だよもん進数」（だよ=1,もん=0,だよもん！=ターミネータ）を用いている。(例として、30スレ目のタイトルは『雑談スレッドだよだよだよだよもん☆だよもん！{30}』。これを変換すると、だよだよだよだよもん=(11110)2=30となる)
- 葉鍵板は18禁のPINKちゃんねるにあるため、18歳未満の人間が全年齢対象のソフトについて語るためにギャルゲー板にスレが立てられている。当然、エロ部分を語るのは禁止である。
- 2ちゃんねるで広く知られるAA、「童貞諸君、乙であります」や「知ってるがお前の態度が気に入らない」は、それぞれ『ONE 〜輝く季節へ〜』のヒロイン柚木詩子と上月澪のファンサイトのCGを元にしたAAである。他にもマルチの2getやアルルゥを使ったAAが2ちゃんねるやPINKちゃんねるで利用されている。